# 4454 Куміко
4454 Куміко (4454 Kumiko) — астероїд головного поясу, відкритий 2 листопада 1988 року.
Тіссеранів параметр щодо Юпітера — 3,187.